# Nové Lublice
Nové Lublice (in tedesco Neu Lublitz) è un comune della Repubblica Ceca facente parte del distretto di Opava, nella regione della Moravia-Slesia.